# Julia Pou
María Julia Pou Brito del Pino (Montevidéu, 10 de junho de 1947), popularmente conhecida como Julita, é uma política uruguaia e membro do Partido Nacional (Uruguai) (PN). Pou serviu no Senado do Uruguai de 2000 a 2005, bem como na Primeira Dama do Uruguai de 1990 a 1995. Ela é esposa do ex- presidente Luis Alberto Lacalle e mãe do presidente Luis Alberto Lacalle Pou, que tomou posse em 1º de março de 2020.

## Biografia
Pou nasceu em Montevidéu, filha de Alejandro Pou de Santiago, um médico, e de María Eloísa Julia Brito del Pino Bordoni. Ela tem dois irmãos, Gonzalo e Alejandro. Ela estudou na Universidade de Paris, mas não se formou. Pou casou-se com Luis Alberto Lacalle em 1970. O casal teve quatro filhos - Pilar, Luis Alberto, Juan José e Manuel.
Juntamente com Beatriz Argimón, Pou fundou o grupo Acción Comunitaria (Lista 400) e foi eleita para o Senado do Uruguai nas eleições gerais de 1999. Ela serviu como senadora de 2000 a 2005.  